# Christian Pulisic
Christian Mate Pulisic ([ˈkɹɪstʃən ˈpulisɪk]; kroatisch Pulišić; * 18. September 1998 in Hershey, Pennsylvania) ist ein US-amerikanischer Fußballspieler. Er steht in Diensten der AC Mailand und ist Nationalspieler. Zudem besitzt Pulisic die kroatische Staatsbürgerschaft. Er kommt meist im offensiven Mittelfeld oder als Flügelspieler zum Einsatz.

## Leben
Pulisics Großvater väterlicherseits ist Kroate. Sein Vater, Mark Pulisic, war auch Fußballer und spielte in den 90er Jahren für die Hallenfußball-Mannschaft Harrisburg Heat in der National Professional Soccer League. Da der Transfer eines minderjährigen Spielers von außerhalb der Europäischen Union bzw. des Europäischen Wirtschaftsraums unzulässig und innerhalb dieses Gebiets erst ab 16 Jahren möglich ist, nahm Pulisic vor seinem Wechsel zu Borussia Dortmund zusätzlich zu seiner US-amerikanischen die kroatische Staatsbürgerschaft an. Sein Cousin Will (* 1998) ist ebenfalls Fußballer und spielt auf der Position des Torwarts. Gemeinsam nahmen sie mit der U17-Auswahl der USA an der Weltmeisterschaft 2015 in Chile teil. Während seiner Anfangszeit in der Jugend des BVB war sein Vater Mark, der den sechzehnjährigen Christian nach Deutschland begleitet hatte, für zwei Jahre Trainer der U10-Junioren des Vereins.

## Karriere

### Vereine

#### Jugend
Pulisics Eltern waren beide Leistungssportler auf College-Ebene. Der Vater Mark Pulisic spielte in den 1990er Jahren professionell Hallenfußball. Nach der aktiven Zeit wurden beide Trainer. Christian Pulisic begann seine Karriere bei den Pennsylvania Classics, einer Jugendfußballorganisation aus East Petersburg, Pennsylvania. Vorher spielte er bereits ein Jahr in England in der Jugend des unterklassigen Fußballklubs Brackley Town, da seine Mutter in der Zeit dort arbeitete.
Seit frühester Kindheit förderten seine Eltern Pulisic' Begeisterung für den Fußball. Bei den Harrisburg City Islanders trainierte er bereits bei den Profis. Bill Becher, zu diesem Zeitpunkt Trainer, beschrieb Pulisic als anpassungsfähig und selbstbewusst, ohne dabei Überheblichkeit auszustrahlen.
Im Juli 2014 zog er mit 15 Jahren gemeinsam mit seinem Vater nach Deutschland, um in das Nachwuchsleistungszentrum von Borussia Dortmund zu wechseln. Im Februar 2015 wechselte er im Alter von 16 Jahren offiziell zum BVB. In der Zwischenzeit hatte er bereits am Training teilgenommen und war in Freundschaftsspielen zum Einsatz gekommen. Beim BVB spielte er zunächst in der B-Jugend (U17), mit der er in der Saison 2014/15 Deutscher Meister wurde, wobei er in acht Ligaspielen sechs Tore erzielte.
In der Saison 2015/16 kam er in der A-Jugend (U19) zum Einsatz. Die Mannschaft gewann am Ende der Saison die Deutsche A-Junioren-Meisterschaft 2016. Im Halbfinale gegen den TSV 1860 München erzielte er im Rückspiel ein Tor und trug damit zum Finaleinzug bei. Am Finale selbst war er wegen seiner Teilnahme an der Copa América mit der US-Nationalmannschaft nicht dabei. Insgesamt absolvierte er wettbewerbsübergreifend 14 Spiele für die A-Jugend und erzielte dabei 7 Tore.

#### Borussia Dortmund

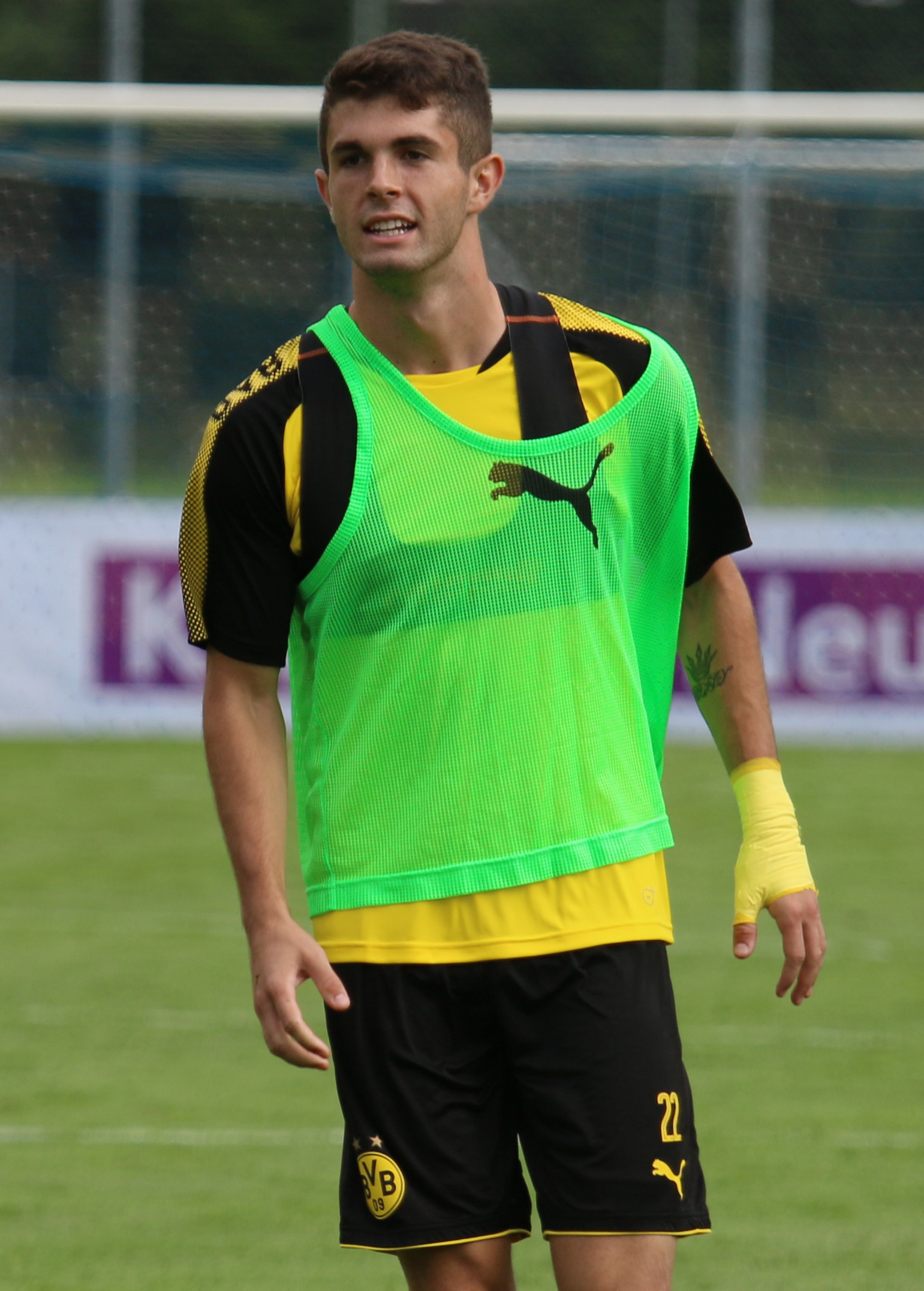
Christian Pulisic bei Borussia Dortmund (2017)

Zur Rückrunde der Saison 2015/16 rückte der Mittelfeldspieler gemeinsam mit Felix Passlack unter dem neuen Trainer Thomas Tuchel in den Profikader auf. Am 30. Januar 2016 debütierte er im Alter von 17 Jahren und 134 Tagen in der Bundesliga, als er am 19. Spieltag beim 2:0-Sieg im Heimspiel gegen den FC Ingolstadt 04 in der 68. Spielminute für Adrián Ramos eingewechselt wurde. Sein Einsatz machte ihn zum bis dahin achtjüngsten Spieler der Bundesliga. Sein erstes Bundesligator erzielte er am 17. April 2016 (30. Spieltag) beim 3:0-Sieg im Heimspiel gegen den Hamburger SV mit dem Treffer zum 1:0 in der 38. Minute. Dies machte ihn zum bis dahin jüngsten ausländischen und insgesamt viertjüngsten Bundesligatorschützen. Durch sein zweites Bundesligator zum 2:0 beim 3:0-Sieg gegen den VfB Stuttgart am 31. Spieltag wurde Pulisic zum bis dato jüngsten Bundesligatorschützen mit zwei Treffern. Insgesamt erzielte er in der Spielzeit in neun Bundesligaeinsätzen zwei Tore. Er kam parallel noch in der A-Jugend zum Einsatz, mit der er zum zweiten Mal deutscher Meister wurde.
In der Saison 2016/17 kam Pulisic auf 29 Ligaeinsätze und erzielte drei der insgesamt 72 Treffer der Westfalen. Beim 6:0-Auswärtserfolg bei Legia Warschau in der Gruppenphase der Champions League stand er in der Startelf und somit erstmals in einem europäischen Wettbewerb auf dem Platz. Nach dem Gruppensieg vor dem Zweitplatzierten Real Madrid schied er jedoch im Viertelfinale mit der Mannschaft aus. Im Mai 2017 holte er seinen ersten Titel als Profi, als er mit der Borussia mit 2:1 gegen Eintracht Frankfurt im Finale des DFB-Pokals siegte. In der Saison 2017/18 entwickelte er sich endgültig zum Stammspieler. Er kam unter den Trainern Peter Bosz und Peter Stöger auf 32 Ligaeinsätze, davon 27 in der Startelf, in denen er sechs Treffer vorbereiten konnte. In dieser durchwachsenen Saison, an deren Ende Cheftrainer Stöger gehen musste, konnte Pulisic keinen Titel mit dem BVB gewinnen.
In der Hinrunde der Saison 2018/19 gehörte Pulisic unter dem neuen Trainer Lucien Favre nicht zur Stammformation, nachdem ihn Jadon Sancho auf der rechten Außenbahn verdrängt hatte und auf dem linken Flügel meist Bruun Larsen zum Einsatz kam. In der Hinrunde absolvierte er alle Partien in der Champions League sowie im Pokal, kam aber in der Liga auf nur 11 Einsätze, davon 5 in der Startelf. In den Medien kursierten Wechselgerüchte, Pulisic selbst äußerte auch öffentlich den Wunsch, „einmal in der Premier League zu spielen“. Anfang Januar 2019 erwarb der FC Chelsea, eineinhalb Jahre vor seinem Vertragsende, für 64 Millionen Euro die Transferrechte an Pulisic, der bis zum Saisonende auf Leihbasis im Kader von Borussia Dortmund verblieb. Bis zum Saisonende kam er auf 9 weitere Ligaeinsätze (4-mal in der Startelf), in denen er 3 Tore erzielte.

#### FC Chelsea

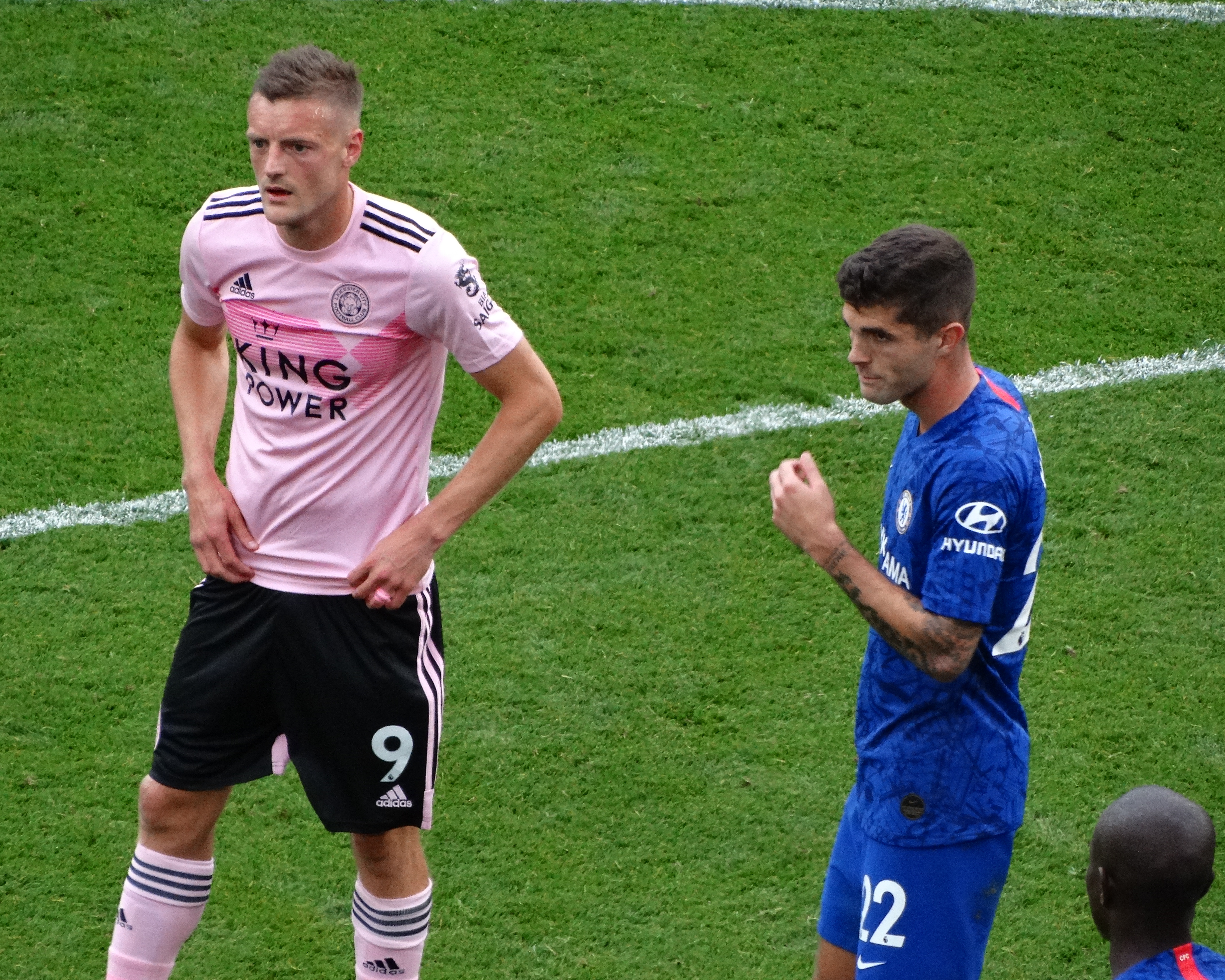
Pulisic im Chelsea-Trikot neben Jamie Vardy von Leicester City (2019)

Zur Saison 2019/20 wechselte Pulisic in die englische Premier League zum FC Chelsea, der bereits im Januar 2019 für 64 Millionen Euro seine Transferrechte erworben und ihn bis zum Saisonende an Borussia Dortmund ausgeliehen hatte. Er wurde damit hinter Ousmane Dembélé, der im August 2017 für 105 Millionen Euro zum FC Barcelona wechselte, zum zweitteuersten Abgang der BVB-Geschichte sowie zu einem der teuersten Transfers der Bundesliga und zum teuersten US-amerikanischen Spieler. Der Grund für dieses Transfermodell war, dass dem FC Chelsea zu diesem Zeitpunkt wegen unerlaubter Transfers minderjähriger Spieler eine Transfersperre ab der Sommertransferperiode 2019 drohte, die bereits verpflichtete Leihspieler jedoch nicht umfasste und Ende Februar 2019 von der FIFA auch ausgesprochen wurde. Borussia Dortmund hingegen wollte Pulisic – trotz seiner Rolle als Ergänzungsspieler in der Hinrunde der Saison 2018/19 – nicht während der laufenden Saison abgeben.
Am 10. Spieltag erzielte Pulisic beim 4:2-Auswärtssieg beim FC Burnley 3 Tore. Am 11. und 12. Spieltag traf er in der Folge jeweils ein Mal. Insgesamt kam der US-Amerikaner in seiner ersten Premier-League-Saison unter dem Cheftrainer Frank Lampard auf 25 Einsätze (19-mal von Beginn), in denen er 9 Tore erzielte. Damit wurde Pulisic gemeinsam mit Willian hinter Tammy Abraham (15 Tore) der zweitbeste Torschütze seiner Mannschaft in der Liga. Hinzu kamen jeweils 2 Einsätze im EFL Cup und FA Cup. Im FA-Cup-Finale erzielte Pulisic gegen Arsenal zwar den Führungstreffer, das Spiel wurde jedoch 1:2 verloren. Seit Januar 2021 spielte er wieder unter Trainer Thomas Tuchel, den er bereits von Borussia Dortmund kennt. Mit ihm als Trainer gewann er mit Chelsea 2021 die Champions League, in dessen Finale man Manchester City mit 1:0 besiegte.

#### AC Mailand
Im Juli 2023 wechselte Pulisic nach Italien zur AC Mailand. Er debütierte für Milan im August 2023 beim 0:2-Auswärtssieg gegen den FC Bologna und erzielte dabei auch direkt sein erstes Tor für die Mailänder. In seinem ersten Jahr in Italien absolvierte er insgesamt 50 Pflichtspiele und gehörte damit zusammen mit Tijjani Reijnders zu den Spielern mit den meisten Einsätzen in dieser Spielzeit für die Mailänder. Mit 15 Toren und 11 Vorlagen war die Saison 2023/24 gemessen an den Scorerpunkten die bisher beste Saison in der Profikarriere von Pulisic. Am 6. Januar 2025 gewann er mit den Rossoneri im Finale gegen Stadtrivale Inter Mailand die Supercoppa Italiana. Die Zahlen der Vorsaison konnte Pulisic in der Spielzeit 2024/25 nochmals steigern. In 50 Pflichtspielen erzielte er 17 Tore und bereitete 12 weitere vor, womit er der Topscorer der Mailänder in dieser Saison wurde. Für den Verein verlief die Spielzeit hingegen enttäuschend: In der Liga verpasste man die Qualifikation für einen europäischen Wettbewerb, und Mitte Mai 2025 unterlag man im Finale der Coppa Italia dem FC Bologna.

### Nationalmannschaft

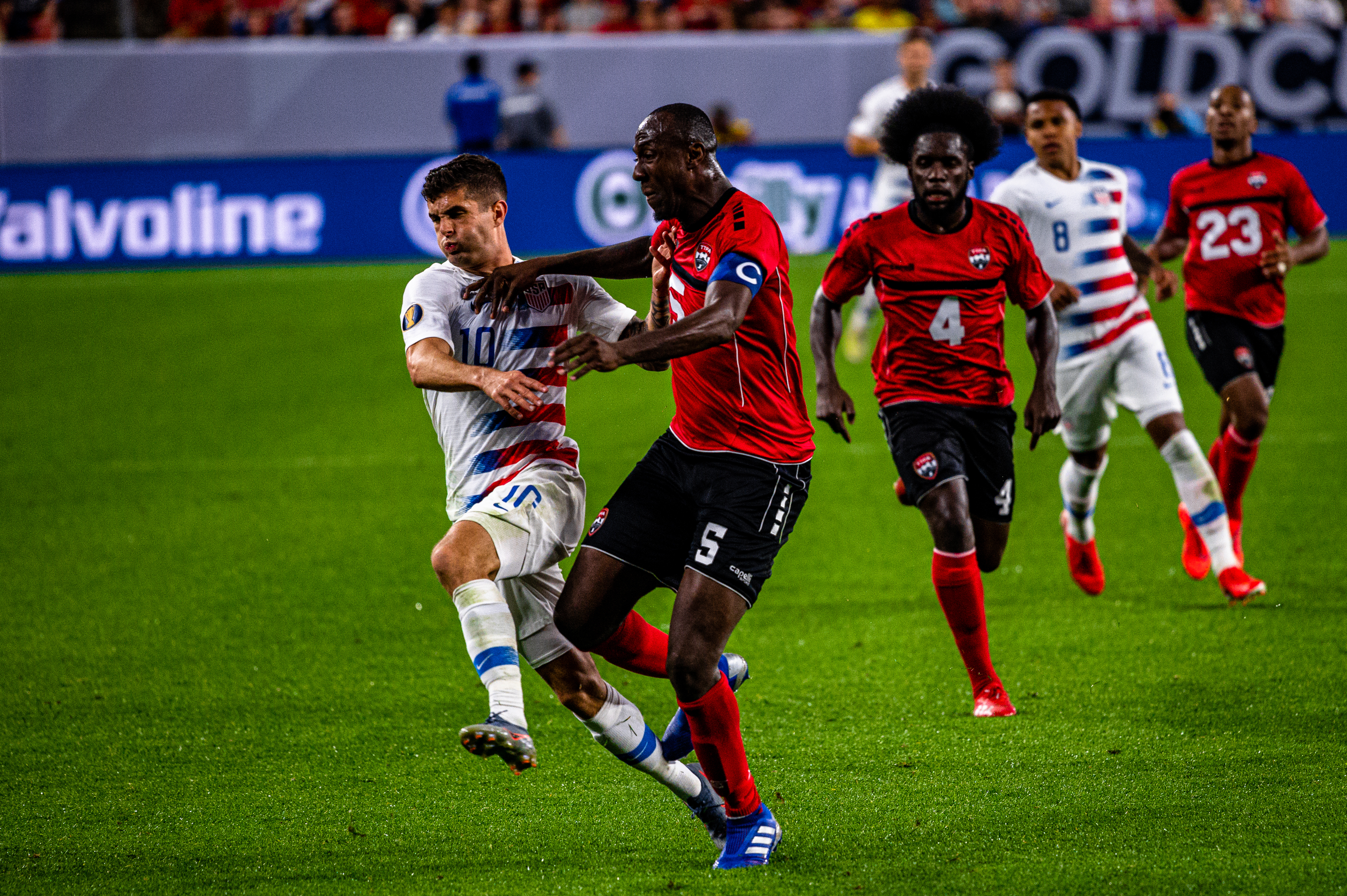
Pulisic im Zweikampf mit Trinidad und Tobagos Daneil Cyrus beim Gold Cup 2019

Pulisic spielte von 2012 bis 2013 für die U15-Auswahl der Vereinigten Staaten. In dieser kam er zu zehn Einsätzen und erzielte zwei Tore. Ab 2013 kam er in der U17 zum Einsatz, mit der er an der U17-Weltmeisterschaft 2015 in Chile teilnahm. Dort schied die Mannschaft jedoch als Gruppenletzter aus. Bei den Nike International Friendlies im Winter 2013 hatte er erstmals großen Eindruck hinterlassen und beim darauffolgenden Mercedes Benz Aegean Cup führte er das US-amerikanische U17-Nationalteam zum Titel. Seinerzeit fiel er durch seine Technik, Übersicht, Beweglichkeit und seine Explosivität auf. Für die U17-Mannschaft bestritt er 34 Länderspiele, in denen er 20 Tore erzielte.
Am 27. März 2016 wurde er erstmals für die A-Nationalmannschaft nominiert und kam am 29. März 2016 im WM-Qualifikationsspiel gegen die Auswahl Guatemalas zu seinem Debüt, als er in der 81. Minute für Graham Zusi eingewechselt wurde. Am 28. Mai 2016 erzielte er in seinem dritten Länderspiel sein erstes Länderspieltor für die USA.
Nationaltrainer Jürgen Klinsmann nominierte Pulisic für das Aufgebot der USA für die Copa América Centenario 2016. Im ersten Gruppenspiel gegen die Auswahl Kolumbiens wurde er eingewechselt; die Vereinigten Staaten verloren das Spiel mit 0:2. Im weiteren Verlauf des Turniers kam er erst wieder im Halbfinale gegen Argentinien zum Einsatz, als er zur zweiten Halbzeit eingewechselt wurde. Das Spiel wurde mit 0:4 verloren. In seinem achten Länderspiel stand er zum ersten Mal in der Startelf der USA und war mit 17 Jahren, sechs Monaten und 13 Tagen der bis dato jüngste US-Amerikaner bei seinem Startelfdebüt.
Am 14. Dezember 2017 wurde Pulisic zum Fußballer des Jahres in den USA gekürt. Diese Auszeichnung wurde ihm 2019 ebenfalls verliehen.
In einem Freundschaftsspiel gegen Italien führte er seine Mannschaft am 20. November 2018 im Alter von 20 Jahren, zwei Monaten und zwei Tagen als bislang jüngster Kapitän der US-amerikanischen Verbandsgeschichte aufs Feld.
Während der WM 2022 schoss Pulisic im letzten Gruppenspiel das spielentscheidende Tor gegen den Iran, verletzte sich aber auch, als er dabei mit dem iranischen Torwart Alireza Beiranvand zusammenstieß. Die USA qualifizierten sich durch diesen Sieg als Gruppenzweiter für das Achtelfinale.

## Titel und Auszeichnungen

### Vereine
International
- Champions-League-Sieger: 2021
- Klub-Weltmeister: 2021
- UEFA-Super-Cup-Sieger: 2021

Deutschland
- Pokalsieger: 2017
- A-Junioren-Meister: 2016
- B-Junioren-Meister: 2015
- Meister der A-Junioren-Bundesliga West: 2016
- Meister der B-Junioren-Bundesliga West: 2015

Italien
- Supercupsieger: 2024

### Nationalmannschaft
- CONCACAF-Nations-League-Sieger: 2021, 2023, 2024

### Auszeichnungen
- Fußballer des Jahres in den USA: 2017, 2019, 2021, 2023[38]
- Nominierung für die Kopa-Trophäe: 2018 (2. Platz)
- Spieler des Monats der Serie A: Dezember 2023
- Spieler des Turniers: CONCACAF Nations League 2023[39]